# Fortuna liga 2019/2020
Fortuna liga 2019/2020 byl 27. ročník nejvyšší slovenské fotbalové soutěže, pojmenovaný podle sponzora – sázkové kanceláře Fortuna. Soutěže se účastnilo 12 týmů, titul obhájil ŠK Slovan Bratislava, nováčkem byl FK Pohronie, který postoupil z druhé ligy a nahradil tak FK Železiarne Podbrezová, který v předchozí sezóně sestoupil.